# John G. Avildsen
John Guilbert Avildsen (* 21. Dezember 1935 in Oak Park, Illinois; † 16. Juni 2017 in Los Angeles, Kalifornien) war ein US-amerikanischer Filmregisseur, Filmeditor und Kameramann, der 1977 für seine Regie bei Rocky mit einem Oscar ausgezeichnet wurde.

## Leben
Der Sohn des Maschinenbauunternehmers Clarence J. Avildsen aus Chicago ging an der Hotchkiss School zur Schule und absolvierte ein Studium an der New York University. John G. Avildsen arbeitete zuerst als Texter für eine Werbeagentur und leistete seinen Militärdienst als Gehilfe eines Geistlichen ab. Erste Schritte im Filmgeschäft machte er in den frühen 1960er-Jahren als Assistent der Regisseure Arthur Penn und Otto Preminger, außerdem arbeitete er ab Mitte der 1960er-Jahre auch als Kameramann und Filmeditor. 1969 inszenierte er mit Turn on to Love seinen ersten eigenen Film, dem bis 1999 mehr als 25 weitere Regieprojekte folgten. Seine künstlerisch wie finanziell erfolgreichste Zeit erlebte er in den 1970er- und 1980er-Jahren.
Avildsen wurde auch unter dem Pseudonym Danny Mulroon gelistet.
Am meisten wird Avildsen mit den Filmreihen um Rocky und Karate Kid verbunden, von denen er zwei bzw. drei Filme drehte. Dabei galt er zu Beginn seiner Karriere als Regisseur, der Schauspielern zu Charakterrollen verhalf. So wurde Jack Lemmon für Save the Tiger (1973) mit dem Oscar ausgezeichnet, während Sylvester Stallone, Talia Shire, Burgess Meredith und Burt Young für Rocky als beste Haupt- bzw. Nebendarsteller nominiert waren. Weiterhin wurde Pat Morita 1985 für den Oscar  als Bester Nebendarsteller nominiert. Des Weiteren erhielt er eine Nominierung für den Golden Globe Award.
John G. Avildsen war zweimal verheiratet, mit Marie Maturevich und der Schauspielerin Tracy Brooks Swope. Beide Ehen wurden geschieden. Er war Vater von vier Kindern. Sein Sohn Anthony arbeitete 2017 an dem preisgekrönten Dokumentarfilm John G. Avildsen: King of the Underdogs mit, während sein jüngster Sohn Ashley das Musiklabel Sumerian Records gründete.
Er starb am 16. Juni 2017 im Cedars-Sinai Medical Center 81-jährig an den Folgen von Bauchspeicheldrüsenkrebs.

## Filmografie (Auswahl)
Als Regisseur
- 1969: Turn On to Love
- 1970: Ganz normal ausgeflippt (Guess What We Learned in School Today?)
- 1970: Joe – Rache für Amerika (Joe)
- 1971: Cry Uncle!
- 1971: Okay Bill
- 1972: Der Spitzel (The Stoolie)
- 1973: Save the Tiger
- 1975: Ein Supertyp haut auf die Pauke (W.W. and the Dixie Dancekings)
- 1976: Rocky
- 1978: Mit Dir in einer großen Stadt (Slow Dancing in the Big City)
- 1980: Die Formel (The Formula)
- 1981: Die verrückten Nachbarn (Neighbors)
- 1982: Traveling Hopefully (Dokumentar-Kurzfilm)
- 1983: Ein himmlischer Lümmel (A Night in Heaven)
- 1984: Karate Kid
- 1986: Karate Kid II – Entscheidung in Okinawa (The Karate Kid, Part II)
- 1987: Happy New Year
- 1988: Maybe Baby – Am Anfang war der Klapperstorch (For Keeps)
- 1989: Der knallharte Prinzipal (Lean on Me)
- 1989: Karate Kid III – Die letzte Entscheidung (The Karate Kid, Part III)
- 1990: Rocky V
- 1992: Im Glanz der Sonne (The Power of One)
- 1994: 8 Seconds – Tödlicher Ehrgeiz (8 Seconds)
- 1999: Inferno

Als Filmeditor
- 1969: Turn On to Love
- 1970: Ganz normal ausgeflippt (Guess What We Learned in School Today?)
- 1971: Cry Uncle!
- 1971: Okay Bill
- 1978: Mit Dir in einer großen Stadt (Slow Dancing in the Big City)
- 1983: Ein himmlischer Lümmel (A Night in Heaven)
- 1984: Karate Kid
- 1986: Karate Kid II – Entscheidung in Okinawa (The Karate Kid, Part II)
- 1988: Maybe Baby – Am Anfang war der Klapperstorch (For Keeps)
- 1989: Der knallharte Prinzipal (Lean on Me)
- 1989: Karate Kid III – Die letzte Entscheidung (The Karate Kid, Part III)
- 1990: Rocky V
- 1992: Im Glanz der Sonne (The Power of One)

Als Kameramann
- 1969: Turn On to Love
- 1969: Out of It
- 1970: Ganz normal ausgeflippt (Guess What We Learned in School Today?)
- 1970: Joe – Rache für Amerika (Joe)
- 1971: Cry Uncle!
- 1971: Okay Bill
- 1972: Der Spitzel (The Stoolie)
- 1982: Traveling Hopefully (Dokumentar-Kurzfilm)

## Auszeichnungen
- 1977: Directors Guild of America Award für Rocky („Beste Spielfilmregie“)
- 1977: Golden-Globe-Nominierung für Rocky („Beste Regie“)
- 1977: Oscar für Rocky („Beste Regie“)
- 1978: BAFTA-Nominierung für Rocky („Beste Regie“)
- 1978: Blue Ribbon Award für Rocky („Bester fremdsprachiger Film“)
- 1978: Kinema-Jumpō-Preis für Rocky („Bester fremdsprachiger Film“)
- 1983: Oscar-Nominierung für Traveling Hopefully („Bester Dokumentar-Kurzfilm“)

Darüber hinaus wurde Avildsen dreimal für den Negativ-Filmpreis Goldene Himbeere als „schlechtester Regisseur“ nominiert: 1981 für Die Formel, 1990 für Karate Kid III und 1991 für Rocky V.